# The Aspern Papers (film 2018)
The Aspern Papers è un film del 2018 diretto da Julien Landais.
La pellicola è basata sull'adattamento di Jean Pavans del racconto Il carteggio Aspern di Henry James.
Il film ha per protagonisti Jonathan Rhys Meyers, Joely Richardson e Vanessa Redgrave. James Ivory è il produttore esecutivo. È stato presentato per la prima volta al Festival di Venezia del 2018. È stato selezionato come film d'apertura con la prima mondiale al 49° International Film Festival di Goa.

## Distribuzione
La pellicola è stata distribuita direttamente per il mercato Home video.